# Maria Sykora
Maria Sykora, avstrijska atletinja in rokometašica, * 10. november 1946, Tulln ob Donavi, Avstrija.
Nastopila je na poletnih olimpijskih igrah v letih 1972 v atletiki, v teku na 800 m se je uvrstila v polfinale, in 1984 v rokometu, z avstrijsko reprezentanco je dosegla šesto mesto. Na evropskih prvenstvih je v teku na 400 m osvojila bronasto medaljo leta 1969, na evropskih dvoranskih prvenstvih pa naslov prvakinje v teku na 800 m leta 1970 in bronasto medaljo v teku na 400 m leta 1971.